# Aczyńsk
Aczyńsk (ros. Ачинск) – miasto w Rosji, w Kraju Krasnojarskim, przy Kolei Transsyberyjskiej, nad Czułymem (dopływ rzeki Ob).

## Historia

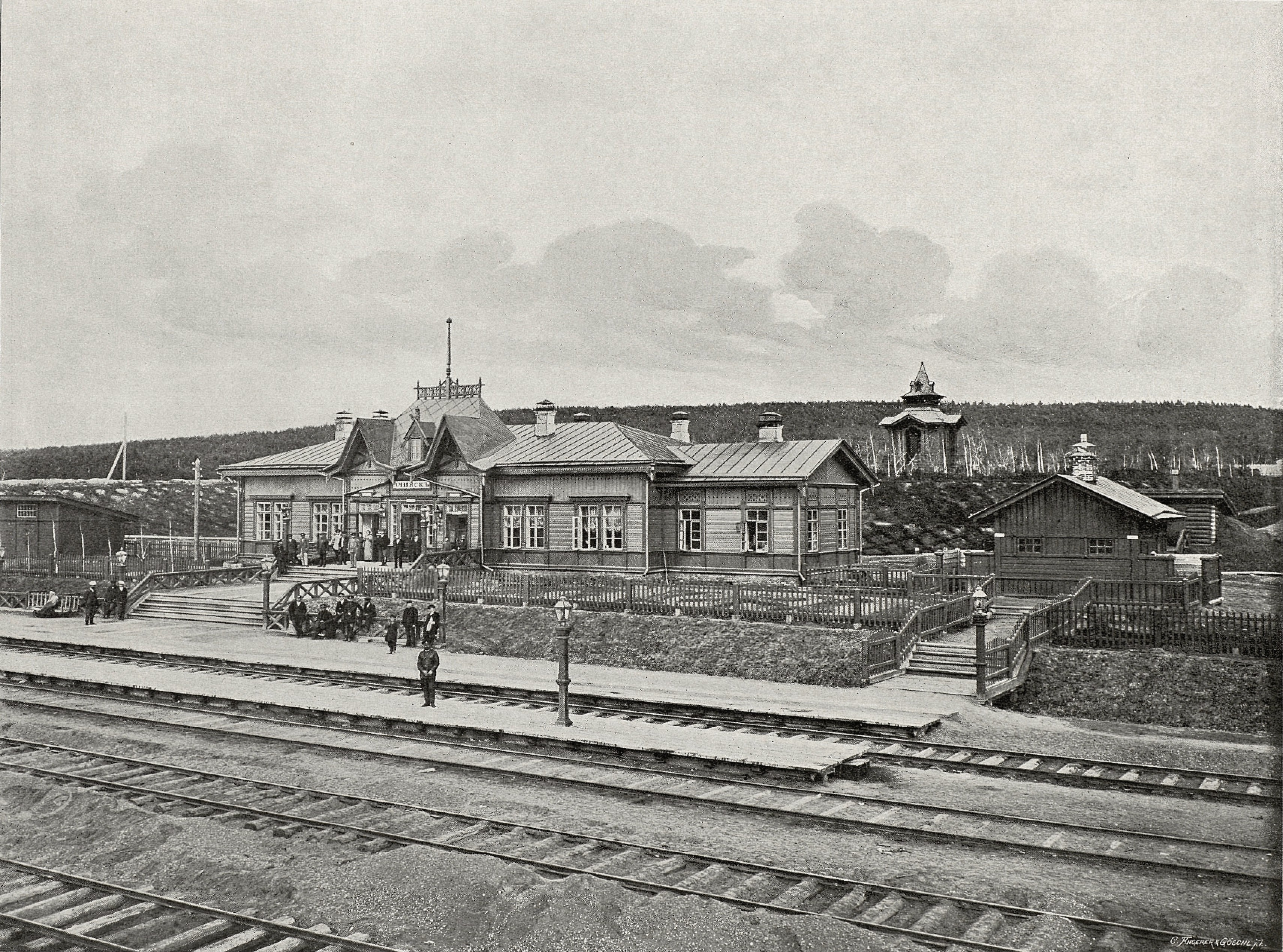
Stacja kolejowa ok. 1899

Osada założona w 1682 roku, prawa miejskie nadane zostały Aczyńskowi od 1782 roku. W 1910 powstała tu parafia rzymskokatolicka wraz z kościołem zburzonym przez komunistów w 1933.
W 1942 w Aczyńsku urodziła się Fryderyka Elkana – polska wokalistka jazzowa.
Obecnie miasto jest ośrodkiem przemysłowym m.in. rafineria ropy naftowej, wytwórnia tlenku glinu, przemysł głównie spożywczy; węzeł Kolei Transsyberyjskiej; w okolicy eksploatacja węgla kamiennego.

## Demografia
| Rok  | Liczba ludności |
| ---- | --------------- |
| 1939 | 32 300          |
| 1969 | 85 000          |
| 2002 | 118 744         |
| 2005 | 115 500         |
| 2024 | 99 665          |

## Komunikacja
W Aczyńsku działa wybudowana w latach 60. XX wieku sieć tramwajowa służąca głównie robotnikom podróżującym do kombinatu chemicznego. Z tego względu sieć tramwajowa nie ma połączenia z dworcem kolejowym położonym w północnej części miasta.